# Pordenone
Pordenone (tiếng Ý: [pordeˈnoːne]; tiếng Venetian và tiếng Friulian: Pordenon) là một comune (đô thị) thuộc vùng Friuli Venezia Giulia ở miền bắc Ý, là thủ phủ của cơ quan phi tập trung khu vực Pordenone.
Tên gốc xuất phát từ tiếng Latinh "Portus Naonis," có nghĩa là 'cảng trên sông Noncello'.

## Địa lý

### Hành chính
Lãnh thổ của Pordenone nằm ở vùng đồng bằng của Thung lũng Po-Venetian, phía nam của dãy núi Venetian Alps và dãy núi chân Alps của Friuli.
Vùng đồng bằng của Pordenone được đặc trưng bởi sự dồi dào của nước và bởi "hiện tượng" phục hồi.

### Khí hậu
Dựa trên mức trung bình tham chiếu 30 năm 1961-1990, nhiệt độ trung bình của tháng lạnh nhất, tháng 1, ở mức +3.0 °C, của tháng nóng nhất, tháng 7, là +22,9 °C
Lượng mưa trung bình hàng năm, dồi dào và phân bố không đều với tối thiểu vào mùa đông, lớn hơn 1.200 mm và phân bố trung bình trong 94 ngày
| PORDENONE                 | Tháng | Tháng | Tháng | Tháng | Tháng | Tháng | Tháng | Tháng | Tháng | Tháng | Tháng | Tháng | Mùa  | Mùa  | Mùa  | Mùa  | Trung bình năm |
| PORDENONE                 | 1     | 2     | 3     | 4     | 5     | 6     | 7     | 8     | 9     | 10    | 11    | 12    | Đông | Xuân | Hạ   | Thu  | Trung bình năm |
| ------------------------- | ----- | ----- | ----- | ----- | ----- | ----- | ----- | ----- | ----- | ----- | ----- | ----- | ---- | ---- | ---- | ---- | -------------- |
| Nhiệt độ cao nhất (°C)    | 6,7   | 9,6   | 13,3  | 17,8  | 23,2  | 27,2  | 28,6  | 27,7  | 23,5  | 18,0  | 12,1  | 7,5   | 7,9  | 18,1 | 27,8 | 17,9 | 17,9           |
| Nhiệt độ thấp nhất (°C)   | −0,8  | 0,8   | 3,8   | 7,6   | 12,0  | 15,8  | 17,2  | 16,3  | 13,1  | 8,0   | 3,7   | −0,5  | −0,2 | 7,8  | 16,4 | 8,3  | 8,1            |
| Lượng mưa trung bình (mm) | 89    | 81    | 91    | 111   | 111   | 114   | 92    | 131   | 104   | 114   | 125   | 75    | 245  | 313  | 337  | 343  | 1 238          |
| Số ngày mưa trung bình    | 6     | 7     | 8     | 9     | 9     | 10    | 8     | 9     | 7     | 7     | 8     | 6     | 19   | 26   | 27   | 22   | 94             |

## Văn hóa

### Giáo dục

#### Thư viện
Thư viện dân sự của Pordenone
Thư viện chủng viện giáo phận của Concordia-Pordenone
Thư viện công nghệ khoa học của trường đại học Udine - Pordenone
Thư viện lưu trữ quốc gia
Thư viện sinh viên - Trung tâm văn hóa A. Zanussi
Thư viện nhân dân
Thư viện bảo tàng khảo cổ phía tây Friuli
Thư viện bảo tàng nghệ thuật dân sự
Thư viện bảo tàng lịch sử tự nhiên Silvia Zenari
Thư viện quận Bắc
Thư viện quận Nam
Thư viện quận Torre
Thư viện quận Mary della Schiava
Thư viện quận Jolanda Turchet
Thư viện Hiệp hội văn hóa Cinemazero
Thư viện Hiệp hội Người mù Ý
Thư viện Carlo Alberto và Francesca Maddalena của Câu lạc bộ Alpine Ý - chi nhánh Pordenone
Thư viện bệnh viện "S. Maria degli angeli"
Thư viện công ty cho các dịch vụ y tế Tây phương
Thư viện giáo phận Caritas of Pordenone
Thư viện Hiệp hội triết học Friulian
Thư viện Viện lịch sử phong trào giải phóng và thời đại đương đại
Thư viện Hiệp hội Công nhân về Hỗ trợ và Giáo dục lẫn nhau
Thư viện Don Bosco
Thư viện sân khấu của Hội văn xuôi tỉnh
Thư viện của Trung tâm Tài liệu "Im lặng Loquimur"
Thư viện thiên nhiên và môi trường WWF
Thư viện ANFFAS
Thư viện Hiệp hội khu vực Sardinia ở Friuli Venezia-Giulia - Chi nhánh Pordenone

#### Trường học
Các trường công lập sau đây có mặt trong thành phố:
- 9 trường mẫu giáo
- 12 trường tiểu học
- 4 trường trung học cơ sở
- Học viện chuyên nghiệp cho ngành dịch vụ (dịch vụ thương mại, dịch vụ thực phẩm và rượu và khách sạn, dịch vụ xã hội và vệ sinh) Flora Federico
- Viện Công nghiệp và Thủ công mỹ nghệ chuyên nghiệp Zanussi Lino
- Viện Kỹ thuật cho ngành Kinh tế (Quản trị, tài chính và tiếp thị) Mattiussi Odorico
- Viện Kỹ thuật cho Ngành Công nghệ JF Kennedy
- Viện Kỹ thuật cho Ngành Công nghệ Sandro Pertini
- Trường trung học khoa học và ngôn ngữ" Michelangelo Grigoletti
- Trường trung học khoa học và khoa học cổ điển Leopardi - Majorana

#### Trường Đại học
Thành phố có Hiệp hội Đại học Pordenone hỗ trợ các chương trình học thạc sĩ và thạc sĩ ba năm được kích hoạt bởi các trường Đại học Udine, Trieste, ISIA Roma Design và ITS Kennedy Foundation. Tổ hợp đại học Pordenone nằm ở đường Via Prasecco, được thiết kế bởi kiến trúc sư người Nhật Toyo Ito. Đặc biệt, các khóa học đang hoạt động như sau:
- Khóa học văn bằng cấp 1 về thiết kế công nghiệp - Thiết kế ISIA Rome
- Các khóa học cử nhân về Business Economics, Multimedia Sciences and Technologies, Nursing and Master's Degree Course in Multimedia Communication and Information Technologies - Đại học Udine
- Khóa học Thạc sỹ gồm Bằng cấp kép phối hợp với Đại học Lippe (Đức) ngành "Production Engineering and Management" - Đại học Trieste
- Các khóa học của I.T.S. "Higher Technician for methods and technologies for the development of software systems" - "I.T.S. Kennedy"

#### Bảo tàng
- Bảo tàng nghệ thuật giáo phận Concordia-Pordenone
- Bảo tàng nghệ thuật dân sự
- Bảo tàng lịch sử tự nhiên Silvia Zenari
- Bảo tàng khảo cổ học Western Friuli
- Trung tâm khoa học Immaginario Scientifico
- Sagittaria Art Gallery - Casa Antonio Zanussi Cultural Center

### Thể thao

#### Câu lạc bộ thể thao
Câu lạc bộ bóng đá của thành phố là Pordenone Calcio.
Một câu lạc bộ bóng đá khác của thành phố là Pordenone Calcio A5, đội bóng futsal, hiện đang thi đấu ở hạng A2.
Mỗi năm vào dịp Lễ Phục Sinh, các giải đấu trẻ em quốc tế Trofeo Memorial Gallini về bóng đá và Memorial Ferruccio Cornacchia về bóng chuyền được tổ chức.

## Cơ sở hạ tầng và giao thông

### Đường bộ
Pordenone được kết nổi bởi Đường cao tố A28 và Đường quốc lộ 13 Pontebbana (SS13).

### Đường sắt
Thành phố có nhà ga Pordenone, nằm dọc theo tuyến đường sắt Venice-Udine và được quản lý bởi Rete Ferroviaria Italiana (Cục Đường sắt Ý).

### Di chuyển trong Thành phố
Việc di chuyển trong thành phố Pordenone được đảm bảo bởi dịch vụ xe buýt được điều hành bởi công ty vận tải công cộng địa phương ATAP S.p.A., hoạt động với các phương tiện riêng trên toàn bộ tỉnh.

## Kinh tế

### Nông - lâm - ngư nghiệp
Pordenone nổi tiếng trên tất cả về sản xuất gốm sứ và đất nung

### Công nghiệp
Về mặt kinh tế, thành phố Pordenone, từ lâu đã là một vùng nông nghiệp, đã phát triển mạnh mẽ trong lĩnh vực dệt may vào thế kỷ 19, song song với cuộc Cách mạng Công nghiệp (thường được gọi là "Manchester nhỏ của Ý" hoặc "Manchester nhỏ"của Friuli). Tuy nhiên, sự kiện ngoại lệ biến đổi thành phố và khiến nó nổi tiếng trên toàn thế giới là sự phát triển công nghiệp kèm theo sau Chiến tranh thế giới thứ hai. Trong số các "nhà công nghiệp" như Galvani, hai anh em Moro, Locatelli và Savio, tên của doanh nhân Lino Zanussi nổi bật. Ông đã thừa kế nhà máy từ người cha Antonio (có chỉ vài chục công nhân) và đã mở rộng nó, biến nó thành một trong những tập đoàn kỹ thuật kim loại lớn thứ hai tại Ý sau FIAT (nhà máy ở Porcia), với hơn mười ba nghìn công nhân vào những năm 1960. Sự phát triển công nghiệp mạnh mẽ này đã đưa thành phố Pordenone và thành phố lân cận Porcia trở thành trung tâm sản xuất và xuất khẩu nhiều máy giặt, máy rửa bát và tủ lạnh hơn cả toàn bộ nước Đức vào những năm 1960. Điều này đã dẫn đến việc biến đổi thành phố Pordenone thành tỉnh (thứ tư của Friuli Venezia Giulia) vào những năm 1960. Sự tăng trưởng trong lĩnh vực sản xuất hàng trắng đã đưa thành phố, phát triển song song với cuộc bùng nổ công nghiệp ở Ý sau Chiến tranh thế giới, có một mức chất lượng cuộc sống cao nhất tại Ý và châu Âu, và biến Pordenone thành một trong những thành phố năng động nhất ở miền Bắc nước này (các ngành công nghiệp sản xuất kim loại, nội thất, dao, cơ khí, dệt may). Sau khi doanh nhân Lino Zanussi qua đời, tập đoàn trở thành một tập đoàn đa quốc gia dưới sự chủ tịch của Lamberto Mazza, nhưng sự mở rộng "không được hỗ trợ bởi một chiến lược công nghiệp thích hợp", dẫn đến việc bán tập đoàn cho Electrolux của Thụy Điển vào năm 1985. Sự tiếp quản của một tập đoàn nước ngoài đã dần dần dẫn đến sự thiếu quan tâm gia tăng đối với cơ cấu công nghiệp của vùng. Sau cuộc khủng hoảng tài chính toàn cầu năm 2007, Pordenone đã trải qua một cuộc khủng hoảng kinh tế ngày càng tăng. Ngoài ra, nhiều yếu tố, như "sự không cạnh tranh của nước, chi phí lao động, hệ thống hạ tầng kém, năng lượng quá đắt đỏ, thiếu quỹ đầu tư vào đổi mới", và sự thiếu quan tâm của chính trị, đã thúc đẩy vào những kế hoạch loại bỏ công nghiệp ở Porcia vào năm 2013, với dự định hàng ngàn công nhân sẽ bị sa thải (như trường hợp của Ideal Standard và Electrolux), dẫn đến việc vào năm 2014, thành phố Pordenone và lãnh thổ của nó trở thành biểu tượng của cuộc khủng hoảng kinh tế mà toàn bộ nước Ý phải trải qua (thành phố đã tổ chức cuộc diễu hành quốc gia vào ngày 1 tháng 5). Sự suy giảm của thành phố đã được đối phó bằng việc Pordenone có các ngành công nghiệp đa dạng, chia thành các khu công nghiệp (Brugnera, Maniago, San Vito al Tagliamento), bao gồm các doanh nghiệp nhỏ và trung bình có khả năng đối phó với cuộc khủng hoảng và đóng góp vào việc phục hồi khu vực.

### Du lịch
| Andreis · Arba · Arzene · Aviano · Azzano Decimo · Barcis · Brugnera · Budoia · Caneva · Casarsa della Delizia · Castelnovo del Friuli · Cavasso Nuovo · Chions · Cimolais · Claut · Clauzetto · Cordenons · Cordovado · Erto e Casso · Fanna · Fiume Veneto · Fontanafredda · Frisanco · Maniago · Meduno · Montereale Valcellina · Morsano al Tagliamento · Pasiano di Pordenone · Pinzano al Tagliamento · Polcenigo · Porcia · Pordenone · Prata di Pordenone · Pravisdomini · Roveredo in Piano · Sacile · San Giorgio della Richinvelda · San Martino al Tagliamento · San Quirino · San Vito al Tagliamento · Sequals · Sesto al Reghena · Spilimbergo · Tramonti di Sopra · Tramonti di Sotto · Travesio · Vajont · Valvasone · Vito d'Asio · Vivaro · Zoppola |

1. ↑  "Superficie di Comuni Province e Regioni italiane al 9 ottobre 2011". Viện Thống kê Quốc gia. Truy cập ngày 16 tháng 3 năm 2019.
2. ↑  "Popolazione Residente al 1° Gennaio 2018". Viện Thống kê Quốc gia. Truy cập ngày 16 tháng 3 năm 2019.